# Florida State Road 9A
Die Florida State Road 9A ist eine State Route im US-Bundesstaat Florida.
Sie besteht aus zwei Abschnitten. Der erste ist die Interstate 295, die als Ringautobahn von Jacksonville existiert und 2011 zum Interstate Highway hochgestuft wurde. Der zweite Abschnitt ist der südlichste, rund 20 Kilometer lange Teil der Interstate 95 von Miami bis zur Golden Glades Interchange.